# Heroes (We Could Be)
«Heroes (We Could Be)» (с англ. — «Героями (Могли бы стать)») — сингл шведского диджея и звукорежиссера Алессо при участии шведской певицы Туве Лу, выпущенный 25 августа 2014 года и попавший в чарты ряда стран. В США сингл занял 1-е место в танцевальном чарте.

## История
В интервью Billboard Алессо так объяснил эту песню:
Когда мы с Туве Лу только начали работать вместе, она рассказывала мне о том, как хотела быть другой, выделиться как певица. Я думаю, каждый проходит через это. Будучи подростком, я всегда задавался вопросом о том, кто я, какова моя личность, хотел ли я втайне быть кем-то другим.
Когда Алессо спросили, что вдохновило его на текст песни, он продолжил:
Я связался с Лу, чтобы узнать, будет ли она заинтересована в сотрудничестве, и через пару месяцев мы начали писать текст песни. Это должна была быть очень эмоциональная песня.

## Видеоклип
Видеоклип был выпущен 10 октября 2014 года. Подобно одноименному сериалу 2006 года, он знакомит подростков со сверхъестественными способностями. Ангел, изображенный Туве Лу, находится под строгим наблюдением, поскольку ученые заставляют ее пить лекарства, предназначенные для устранения ее сил. Тем временем Алессо бежит навстречу и входит в помещение, чтобы освободить ее.

## Чарты
| Чарт (2014-15)                             | Высшая позиция |
| ------------------------------------------ | -------------- |
| Австралия (ARIA)                           | 11             |
| Австрия (Ö3 Austria Top 40)                | 41             |
| Бельгия/Фландрия (Ultratop 50)             | 28             |
| Бельгия/Валлония (Ultratop 50)             | 34             |
| Бразилия (Brasil Hot 100)                  | 26             |
| Канада (Billboard Canadian Hot 100)        | 51             |
| Чехия (Rádio — Top 100)                    | 15             |
| Дания (Tracklisten)                        | 26             |
| Финляндия (Suomen virallinen lista)        | 11             |
| Франция (SNEP)                             | 44             |
| Германия (GfK)                             | 71             |
| Венгрия (Dance Top 40)                     | 15             |
| Венгрия (Rádiós Top 40)                    | 2              |
| Венгрия (Single Top 40)                    | 12             |
| Ирландия (IRMA)                            | 6              |
| Италия (FIMI)                              | 35             |
| Нидерланды (Dutch Top 40)                  | 10             |
| Нидерланды (Single Top 100)                | 18             |
| Новая Зеландия (Recorded Music NZ)         | 15             |
| Норвегия (VG-lista)                        | 11             |
| Польша (Polish Airplay Top 100)            | 7              |
| Польша (Dance Top 50)                      | 20             |
| Шотландия (OCC Scotland)                   | 3              |
| Словения (SloTop50)                        | 35             |
| Испания (PROMUSICAE)                       | 24             |
| Швеция (Sverigetopplistan)                 | 5              |
| Швейцария (Schweizer Hitparade)            | 47             |
| Великобритания (OCC UK Singles)            | 6              |
| Великобритания (OCC UK Dance)              | 1              |
| Украина (FDR Pop Singles)                  | 1              |
| США (Billboard Hot 100)                    | 31             |
| США (Billboard Adult Pop Airplay)          | 27             |
| США (Billboard Dance Club Songs)           | 1              |
| США (Billboard Hot Dance/Electronic Songs) | 2              |
| США (Billboard Pop Airplay)                | 11             |
| США (Billboard Rhythmic)                   | 34             |

| Чарт (2014)                               | Позиция |
| ----------------------------------------- | ------- |
| Australia (ARIA)                          | 94      |
| Netherlands (Dutch Top 40)                | 59      |
| Netherlands (Single Top 100)              | 73      |
| Sweden (Sverigetopplistan)                | 63      |
| US Hot Dance/Electronic Songs (Billboard) | 27      |
| Чарт (2015)                               | Позиция |
| France (SNEP)                             | 172     |
| Hungary (Dance Top 40)                    | 35      |
| Hungary (Rádiós Top 40)                   | 31      |
| Hungary (Single Top 40)                   | 86      |
| Netherlands (Single Top 100)              | 89      |
| Sweden (Sverigetopplistan)                | 100     |
| UK Singles (Official Charts Company)      | 50      |
| US Dance Club Songs (Billboard)           | 45      |
| US Hot Dance/Electronic Songs (Billboard) | 12      |
| Чарт (2018)                               | Позиция |
| Hungary (Rádiós Top 40)                   | 68      |

| Чарт (2010—2019)                          | Позиция |
| ----------------------------------------- | ------- |
| US Hot Dance/Electronic Songs (Billboard) | 50      |

| Регион | Сертификация  | Продажи   |
| --- | ------------- | --------- |
| Австралия (ARIA) | Платиновый    | 70 000^   |
| Канада (Music Canada) | Золотой       | 40 000*   |
| Дания (IFPI Danmark) | Платиновый    | 60 000^   |
| Италия (FIMI) | Платиновый    | 50 000    |
| Новая Зеландия (RMNZ) | Золотой       | 7500*     |
| Швеция (GLF) | 4× Платиновый | 160 000   |
| Великобритания (BPI) | Платиновый    | 600 000   |
| США (RIAA) | Платиновый    | 1 000 000 |
| * Данные о продажах приведены только на основе сертификации. · ^ Данные о тиражах приведены только на основе сертификации. · Данные о продажах + прослушиваниях приведены только на основе сертификации. |               |           |